# Německý horský spolek pro Ještědské a Jizerské hory
Německý horský spolek pro Ještědské a Jizerské hory (ve zkratce DGV nebo někdy též DGVJI z Der Deutsche Gebirgsverein für das Jeschken- und Isergebirge) byl dobrovolný spolek příznivců turistiky z oblasti Jizerských hor a Ještědského hřbetu na severu současné České republiky.

## Historie
Uskupení vzniklo kolem Adolfa Hoffmanna (1850–1915), továrníka ze Zhořelce, který ovšem pocházel z Liberce. Ten se spolu s dalšími podobně smýšlejícími nadšenci sešel 29. června 1884 v liberecké restauraci Střelnice, kde se dohodli na založení Horského spolku. K tomu došlo 13. října 1884 v restauraci U Korunního prince, která se nacházela na dnešním libereckém Sokolovském náměstí. Na počátku čítala členská základna 154 osob. Jejich počet ovšem narůstal a po padesáti letech existence spolku již počet členů dosahoval 7760 osob, které byly rozděleny do pětadvaceti sekcí. V čele spolku stál předseda spolu s osmičlenným hlavním výborem. Vedle něj fungovalo v rámci spolku ještě devět dalších výborů zaměřených na specializované činnosti, mezi něž se například řadila stavba a značení cest, plánování výletů a prázdninových pobytů, správa hospodaření s chatou na Ještědu, dále péče o ubytovny mládeže, péče o žactvo a další výbor se zaměřoval na zimní sporty včetně sáňkařské dráhy. K podporovatelům spolku patřili továrníci Anton Demuth, Ignaz Ginzkey, Blaschek či Stiepel. Na jeho provoz přispívala též Anna von Liebieg spolu s Johannem von Liebieg.
Ač se spolek profiloval jako německý, patřili k jeho členům též Češi. Přesto se spolek ve třicátých letech 20. století přiklonil na stranu německého nacionalismu. Po úmrtí čestného předsedy F. Richtera roku 1941 vyšla i poslední ročenka spolku a uskupení se stalo součástí Nacionálněsocialistického říšského svazu pro tělocvik.

### Obdobná uskupení
V oblasti Jizerských a Lužických hor působily mimo Německého horského spolku pro Ještědské a Jizerské hory také čtyři sekce (Liberecká, Jablonecká, Varnsdorfská a Novoborská) Německého a rakouského alpského spolku (v originále Deutscher und Österreichischer Alpenverein, ve zkratce DuÖAV), dále uskupení Přátelé turistiky a horolezectví Vrblíky (v originále Wander -und Kletterfreunde die Wirbelsteiner, zkráceně W. K. F. W.), spolek Empor a sdružení Přátel přírody (v originále Naturfreunde).

## Činnost
Spolek patřil na přelomu 19. a 20. století k nejčinorodějším z horských spolků, které na území tehdejšího rakousko-uherského mocnářství fungovaly. V Jizerských horách začal se souhlasem majitele zdejšího panství, hraběte Clam-Gallase, budovat síť značených turistických cest, které přetrvaly do současnosti. Například trasu označovanou jako Kammweg (Hřebenová cesta) spojující Sněžku, Ještěd a Růžový vrch začali členové spolku spolu se svými kolegy z Krkonoš a Lužice trasovat roku 1902. Cesty vyznačovali nejčastěji tvarovkami vyrobenými z plechu.
Horský spolek ale také budoval horské chaty a rozhledny. První z těchto výškových staveb se stala roku 1887 dřevěná rozhledna na Humboldtově výšině nad Kateřinkami. Tou dobou již stála na Ještědu první dřevěná rozhledna, která tam vyrostla i za přispění Adolfa Hoffmanna. Po vzniku Horského spolku si ji založené uskupení převzalo, zvelebilo blízkou Rohanovu chatu, k níž roku 1885 přistavělo verandu pro dvě stě návštěvníků, a staralo se o rozhlednu až do roku 1889, kdy musela být pro zchátralost stržena. Ještě toho samého roku ale Horský spolek na vrcholu vybudoval rozhlednu novou. Současně s tím chtěli členové spolku na Ještědu vybudovat honosnou kamennou chatu, u které měla vyrůst bytelná rozhledna. Se stavbou těchto objektů začali závěrem léta 1916 a za půl roku – 13. ledna 1917 – se objekt nazývaný „Nový ještědský dům“ slavnostně otevíral.
Postupně Horský spolek vystavěl rozhledny Královku, Slovanku, na Bramberku, na Jůslově vrchu u Josefova Dolu či na tanvaldském Špičáku. Když 5. dubna 1904 zemřel Heinrich Liebieg, začal se Horský spolek pečovat také o rozhlednu na Liberecké výšině. Jakmile se aktivity spolku rozšířily západním směrem, začali jeho členové pečovat také o zříceninu hradu Ralsko. Pro turisty nechal Horský spolek zpřístupnit také vyhlídková místa, kupříkladu Vyhlídku poblíž Smržovky, Ořešník, Kočičí kameny, Trniště, Popovu skálu nebo Dračí kámen a Kovadlinu u Liberce.
K další činnosti spolku se řadila provoz letních prázdninových táborů pro děti vybudovaných v Josefově Dole, ve Ferdinandově u Hejnic, v Černousích a v panském zámečku v Kristiánově. Ve správě mělo také dvacet ubytoven pro mládež, mezi něž patřila též kamenná budova bývalé sklárny na Jizerce. Na území Liberce a Hrádku nad Nisou pečoval také o tři meteorologické budky.
Počínaje rokem 1885 vydávali členové svoje Zprávy Horského spolku (v německém originále Mitteilungen des DGV), jež se o šest let později rozšířily a stala se z nich Ročenka DGV (Jahrbuch des DGV). Vycházely též pohlednice zachycující Ještěd nebo Jizerské hory a spolek zpracovával též kartografická díla. Jejich autorem byl člen spolku Josef Matouschek. Roku 1927 vyšla na náklady spolku jeho mapa zachycující Jizerské hory.

## Pokračovatel
Na činnost původního Horského spolku navazuje roku 1996 založený Jizersko-ještědský horský spolek z Liberce. Oproti svému předchůdci se věnuje též ochraně přírody. Vedle toho obnovil také řadu vyhlídek, slavnosti slunovratu i soutěž stovkařů (snaha dosáhnout za co nejkratší čas sta výstupů na Ještěd), opětovně navíc začal vydávat ročenky a připravil nový výtisk Matouschkovy mapy.